# Humbert Randag
Humbert Randag, geboren als Wilhelmus Franciscus Maria Constantinus Randag (Amsterdam, 18 oktober 1895 - aldaar, 22 augustus 1965), was een Nederlandse franciscaner pater en kunstenaar. Hij ontwierp onder meer diverse glas-in-loodramen.

## Leven en werk
Op 7 september 1916 werd Humbert Randag te Alverna-Wijchen ingekleed in de orde der Franciscanen Minderbroeders. Op 11 maart 1923 volgde de priesterwijding in Weert. In oktober 1928 begon hij colleges te volgen in tekenen en schilderen bij Richard Roland Holst (1868-1938), directeur van de Rijksacademie in Amsterdam. In 1929 behaalde Randag de ereprijs van deze Academie. Hij maakte het platenboek bij de kleine catechismus dat in 1949 bij uitgeverij Teulings in 's-Hertogenbosch verscheen onder de titel Luistert naar hem. Het bijbehorende tekstboekje is van de hand van broeder Berthilo van de Broeders van Maastricht.
Humbert Randag ontwierp ook versieringen voor kerkelijke gewaden, voor kazuifels, koorkappen, schoudervelums en vaandels. In 1928 maakte hij een vaandel voor de Stille Omgang in Amsterdam. Hij maakte muurschilderingen, onder andere in de kerk van Sint Leonardus a Portu Mauritio aan de Haagweg te Leiden in 1931 en in de kerk van Sint-Jan Geboorte te Hoogwoud in Noord-Holland in 1947. Deze bestaan niet meer: in Leiden is er in 1965 een lambrisering over de muurschilderingen heen getimmerd en werden ze in 2004 overgesausd. In Hoogwoud zijn zij overgestuukt.
De Sint-Janskerk van Kilder in de Gelderse regio Liemers heeft tien glas-in-loodramen van Humbert Randag. Ook ontwierp hij de glazen voor de kerk van de Martelaren van Gorcum te Gorkum. Deze kerk is omgebouwd tot een woonflat.

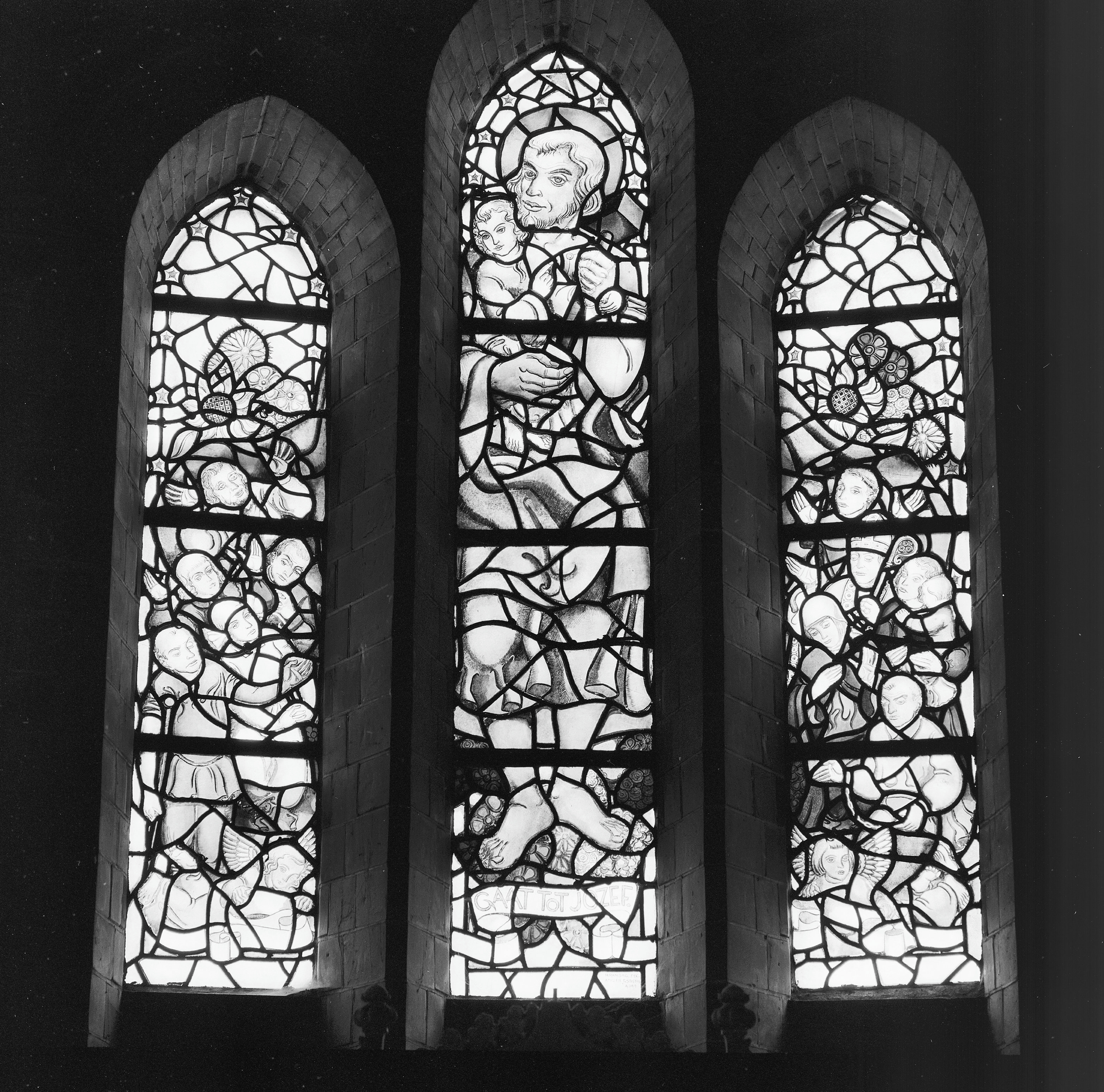
Raam in Sint Jozefkapel, Haarlem
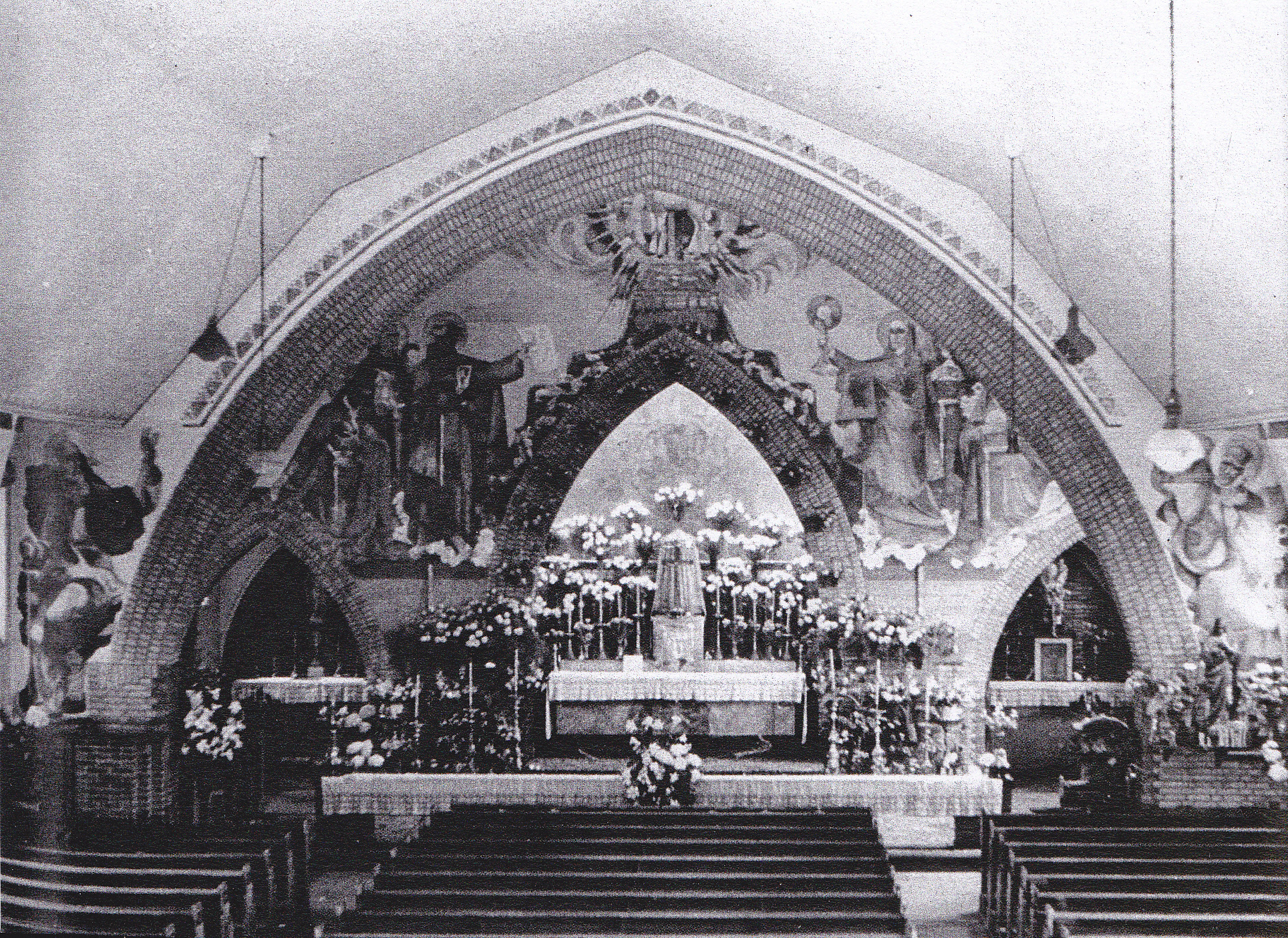
Muurschilderingen in Leonarduskerk (Leiden) (juni 1944)
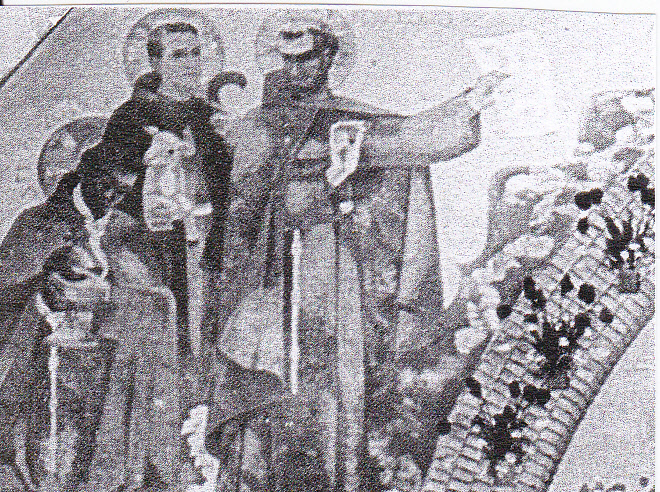
Detail van muurschildering in Leiden (Franciscus, Paschalis Babylon en Nicolaas Pieck)
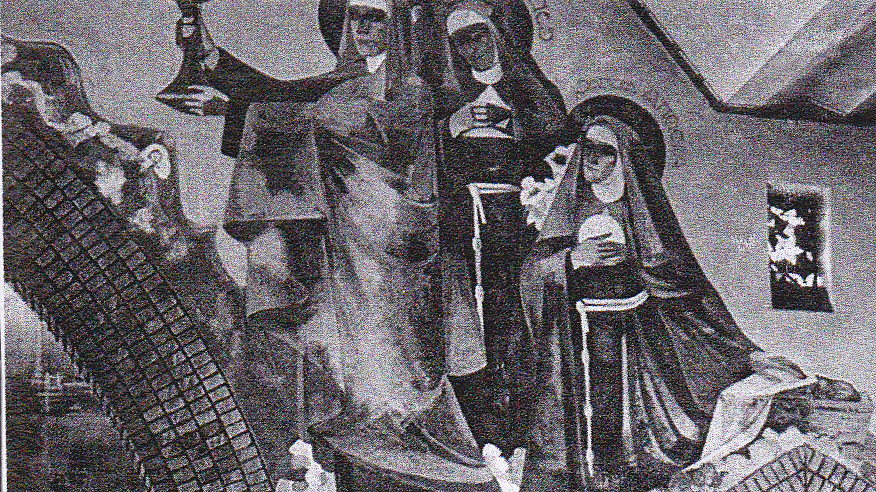
Detail van muurschildering in Leiden (H.Clara, H.Agnes, en H.Angela van Mericia)